# Солнечногорск (городской округ)
Городской округ Солнечного́рск — муниципальное образование на северо-западе Московской области России.
В рамках административно-территориального устройства ему соответствует город областного подчинения Солнечногорск с административной территорией.
Административный центр — город Солнечногорск.

## География
Граничит с городскими округами Московской области: Клин (на западе и северо-западе), Истра (на юго-западе, западе и юге), Химки (на юго-востоке) и Дмитровским (на востоке и северо-востоке). Также на юго-востоке проходит граница с Зеленоградом города Москвы.

## История
В ходе реализации Федерального закона «Об общих принципах организации местного самоуправления в Российской Федерации» (№ 131-ФЗ от 6 октября 2003 года) в Московской области были созданы муниципальные образования. После упразднения Солнечногорского муниципального района к 9 января 2019 года все его поселения были объединены в новое единое муниципальное образование городской округ Солнечногорск.
Законом Московской области от 27 марта 2019 года вместо Солнечногорского района как административно-территориальной единицы области к 9 апреля 2019 года образован город областного подчинения Солнечногорск с административной территорией.
Законом от 19 сентября 2022 года из состава городского округа Солнечногорск в состав городского округа Химки к 1 января 2023 года были переданы 36 сельских населённых пунктов (которые ранее составляли сельские поселения Кутузовское и Лунёвское, кроме д. Покров).
Постановлением губернатора Московской области от 12 декабря 2022 года 36 населённых пунктов присоединённых территорий от города Солнечногорска были переподчинены городу Химки.

## Население
| 2020    | 2021     | 2023     | 2024     |
| ------- | -------- | -------- | -------- |
| 146 149 | ↗150 775 | ↘133 149 | ↗135 509 |

## Населённые пункты
В городском округе 163 населённых пункта, в том числе 8 городских населённых пунктов (среди которых 1 город и 6 посёлков городского типа) и 155 сельских населённых пунктов (среди которых 15 посёлков, 4 села и 136 деревень).
| №   | Населённый пункт                | Тип                     | Население |
| --- | ------------------------------- | ----------------------- | --------- |
| 1   | Алабушево                       | село                    | ↗3170     |
| 2   | Алексеевское                    | деревня                 | ↘43       |
| 3   | Андреевка                       | посёлок городского типа | ↗10 442   |
| 4   | Бакеево                         | деревня                 | ↗64       |
| 5   | Баранцево                       | деревня                 | ↗52       |
| 6   | Барское-Мелечкино               | деревня                 | ↗27       |
| 7   | Бедово                          | деревня                 | →4        |
| 8   | Безверхово                      | деревня                 | ↗8        |
| 9   | Белавино                        | деревня                 | ↘0        |
| 10  | Бережки                         | деревня                 | ↘107      |
| 11  | Берёзки                         | посёлок                 | ↘54       |
| 12  | Берсеневка                      | деревня                 | ↗110      |
| 13  | Болдино                         | деревня                 | →0        |
| 14  | Болкашино                       | деревня                 | ↘7        |
| 15  | Бородино                        | деревня                 | →0        |
| 16  | Бунтеиха                        | деревня                 | ↘2        |
| 17  | Бухарово                        | деревня                 | →4        |
| 18  | Васюково                        | деревня                 | ↘0        |
| 19  | Вельево                         | деревня                 | →1        |
| 20  | Вертлино                        | деревня                 | ↗127      |
| 21  | Верхнеклязьминского лесничества | посёлок                 | ↘14       |
| 22  | Воробьёво                       | деревня                 | ↗6        |
| 23  | Гигирёво                        | деревня                 | ↗2        |
| 24  | Глазово                         | деревня                 | →29       |
| 25  | Головково                       | деревня                 | ↗80       |
| 26  | Голубое                         | посёлок городского типа | ↗8039     |
| 27  | Гончары                         | деревня                 | ↘18       |
| 28  | Горетовка                       | деревня                 | ↗59       |
| 29  | Горки                           | деревня                 | ↗24       |
| 30  | Гудино                          | деревня                 | →1        |
| 31  | дома отдыха «Владимира Ильича»  | посёлок                 | ↘184      |
| 32  | Дубинино                        | деревня                 | ↗51       |
| 33  | Дубровки                        | село                    | →1        |
| 34  | Дудкино                         | деревня                 | ↗10       |
| 35  | Дулепово                        | деревня                 | ↘11       |
| 36  | Дурыкино                        | деревня                 | ↗148      |
| 37  | Елизарово                       | деревня                 | ↗31       |
| 38  | Ермолино                        | деревня                 | ↗143      |
| 39  | Есипово                         | деревня                 | ↘73       |
| 40  | Жилино                          | посёлок                 | ↗109      |
| 41  | Жилино                          | деревня                 | ↘44       |
| 42  | Жуково                          | деревня                 | ↘0        |
| 43  | Жуково                          | посёлок                 | ↘1104     |
| 44  | Загорье                         | деревня                 | ↗19       |
| 45  | Задорино                        | деревня                 | ↗14       |
| 46  | Замятино                        | деревня                 | ↘578      |
| 47  | Заовражье                       | деревня                 | ↘0        |
| 48  | Захарьино                       | деревня                 | ↘0        |
| 49  | Зеленино                        | деревня                 | ↗4        |
| 50  | Исаково                         | село                    | ↘10       |
| 51  | Карпово                         | деревня                 | ↗47       |
| 52  | Квашнино                        | деревня                 | ↘0        |
| 53  | Климово                         | деревня                 | ↗21       |
| 54  | Клочково                        | деревня                 | ↘0        |
| 55  | Козино                          | деревня                 | ↗142      |
| 56  | Колтышево                       | деревня                 | ↘89       |
| 57  | Коньково                        | деревня                 | ↗35       |
| 58  | Коськово                        | деревня                 | ↗40       |
| 59  | Кочугино                        | деревня                 | ↗13       |
| 60  | Красный Воин                    | посёлок                 | ↗6        |
| 61  | Кривцово                        | деревня                 | ↘2063     |
| 62  | Курилово                        | деревня                 | ↗14       |
| 63  | Лаптево                         | деревня                 | ↗18       |
| 64  | Леонидово                       | деревня                 | →0        |
| 65  | Лесное Озеро                    | посёлок                 | ↘625      |
| 66  | Липуниха                        | деревня                 | ↘55       |
| 67  | Литвиново                       | деревня                 | ↘12       |
| 68  | Логиново                        | деревня                 | ↗38       |
| 69  | Ложки                           | деревня                 | ↗2141     |
| 70  | Лопотово                        | деревня                 | ↘131      |
| 71  | Лыткино                         | деревня                 | ↘322      |
| 72  | Льялово                         | деревня                 | ↘837      |
| 73  | Майдарово                       | посёлок                 | ↘1251     |
| 74  | Малые Снопы                     | деревня                 | →0        |
| 75  | Марьино                         | деревня                 | ↗565      |
| 76  | Маслово                         | деревня                 | ↗11       |
| 77  | Меленки                         | деревня                 | ↗73       |
| 78  | Мелечкино                       | деревня                 | ↗25       |
| 79  | Менделеево                      | посёлок городского типа | ↘6237     |
| 80  | Мерзлово                        | деревня                 | ↗8        |
| 81  | Миронцево                       | деревня                 | ↗1991     |
| 82  | Михайловка                      | деревня                 | ↘6        |
| 83  | Мостки                          | деревня                 | ↘0        |
| 84  | Мошницы                         | деревня                 | ↗109      |
| 85  | Муравьёво                       | деревня                 | →1        |
| 86  | Никифорово                      | деревня                 | ↘2        |
| 87  | Никольское                      | деревня                 | ↗10       |
| 88  | Никулино                        | деревня                 | 532       |
| 89  | Новая                           | деревня                 | ↘854      |
| 90  | Новинки                         | село                    | ↗6        |
| 91  | Новинки                         | деревня                 | ↗30       |
| 92  | Новое                           | деревня                 | ↗76       |
| 93  | Новый Стан                      | деревня                 | ↗3        |
| 94  | Обухово                         | деревня                 | ↗112      |
| 95  | Общественник                    | деревня                 | ↗71       |
| 96  | Овсянниково                     | деревня                 | ↘0        |
| 97  | Ожогино                         | деревня                 | ↗1062     |
| 98  | Осинки                          | деревня                 | →6        |
| 99  | Осипово                         | деревня                 | ↘28       |
| 100 | Парфёново                       | деревня                 | ↘29       |
| 101 | Пешки                           | деревня                 | ↘1063     |
| 102 | Повадино                        | деревня                 | ↗4        |
| 103 | Поваровка                       | посёлок                 | ↗42       |
| 104 | Поварово                        | посёлок городского типа | ↗8470     |
| 105 | Погорелово                      | деревня                 | ↗102      |
| 106 | Покров                          | деревня                 | ↗11       |
| 107 | Полежайки                       | деревня                 | ↘100      |
| 108 | Поповка                         | деревня                 | ↘2        |
| 109 | Похлебайки                      | деревня                 | ↗6        |
| 110 | Починки                         | деревня                 | ↗4        |
| 111 | Пятница                         | деревня                 | ↗258      |
| 112 | Радищево                        | посёлок                 | ↗40       |
| 113 | Радумля                         | посёлок городского типа | ↗3153     |
| 114 | Раково                          | деревня                 | ↘0        |
| 115 | Рахманово                       | деревня                 | ↗15       |
| 116 | Редино                          | деревня                 | ↗2625     |
| 117 | Рекино-Кресты                   | деревня                 | ↗35       |
| 118 | Ржавки                          | посёлок городского типа | ↘4562     |
| 119 | Ростовцево                      | деревня                 | ↗18       |
| 120 | Рыгино                          | деревня                 | →0        |
| 121 | Савельево                       | деревня                 | ↗30       |
| 122 | санатория Министерства Обороны  | посёлок                 | ↗1652     |
| 123 | Сверчково                       | деревня                 | →25       |
| 124 | Селищево                        | деревня                 | ↗4        |
| 125 | Сенеж                           | посёлок                 | ↗422      |
| 126 | Сергеевка                       | деревня                 | ↗17       |
| 127 | Скородумки                      | деревня                 | ↗29       |
| 128 | Смирновка                       | посёлок                 | ↗1588     |
| 129 | Снопово                         | деревня                 | ↘9        |
| 130 | Соколово                        | деревня                 | ↘343      |
| 131 | Солнечногорск                   | город                   | ↘47 514   |
| 132 | Соскино                         | деревня                 | ↗3        |
| 133 | Стародальня                     | деревня                 | ↗5        |
| 134 | Стегачёво                       | деревня                 | ↘19       |
| 135 | Стрелино                        | деревня                 | ↗238      |
| 136 | Субботино                       | деревня                 | ↗11       |
| 137 | Судниково                       | деревня                 | ↘15       |
| 138 | Сырково                         | деревня                 | ↗18       |
| 139 | Талаево                         | деревня                 | ↘15       |
| 140 | Тараканово                      | деревня                 | ↘106      |
| 141 | Татищево                        | деревня                 | ↗52       |
| 142 | Терехово                        | деревня                 | ↗11       |
| 143 | Тимоново                        | деревня                 | ↗222      |
| 144 | Тимофеево                       | деревня                 | ↗10       |
| 145 | Тимошино                        | деревня                 | ↘0        |
| 146 | Толстяково                      | деревня                 | ↗401      |
| 147 | Трусово                         | деревня                 | ↘24       |
| 148 | Турицино                        | деревня                 | ↗5        |
| 149 | Федино                          | деревня                 | →0        |
| 150 | Фоминское                       | деревня                 | ↘0        |
| 151 | Хметьево                        | деревня                 | ↘110      |
| 152 | Холмы                           | деревня                 | ↗4        |
| 153 | Хоругвино                       | деревня                 | ↗125      |
| 154 | Чашниково                       | посёлок городского типа | ↘2355     |
| 155 | Чепчиха                         | деревня                 | →6        |
| 156 | Шапкино                         | деревня                 | ↘0        |
| 157 | Шахматово                       | деревня                 | ↗13       |
| 158 | Шевлино                         | деревня                 | ↘17       |
| 159 | Шелепаново                      | деревня                 | →9        |
| 160 | Шишовка                         | посёлок                 | ↘88       |
| 161 | Якиманское                      | деревня                 | ↗198      |
| 162 | Яркино                          | деревня                 | →1        |
| 163 | 2-я Смирновка                   | посёлок                 | ↘68       |

Комментарии
1. ↑  Внесена в учётные данные 7 января 2017 года на основании Закона Московской области № 180/2016-ОЗ «О внесении изменения в Закон Московской области «О статусе и границах Солнечногорского муниципального района и вновь образованных в его составе муниципальных образований»[17].

## Общая карта
Легенда карты:
|  | Более 50 000 жителей |
|  | 5000—20 000 жителей  |
|  | 2000—5000 жителей    |
|  | 1000—2000 жителей    |
|  | Менее 1000 жителей   |

## Органы местного самоуправления
Структуру органов местного самоуправления городского округа составляют:
- Совет депутатов городского округа,
- глава городского округа,
- администрация городского округа,
- Контрольно-счетная палата городского округа.

Главой городского округа 1 декабря 2022 года стал Константин Александрович Михальков (который с 24 октября исполнял обязанности главы городского округа).
Председателем Совета депутатов городского округа  17 апреля 2019 года избрана Марина Александровна Веремеенко.

### Территориальные управления
В рамках администрации городского округа выделяются территориальные управления: 
- Андреевка
- Кривцовское
- Пешковское
- Поварово
- Ржавки-Менделеево
- Смирновское
- Соколовское

С 2019 до конца 2022 года в городском округе функционировали также территориальные управления Лунёвское и Кутузовское, подведомственные территории которых (кроме д. Покров) к январю 2023 года были переподчинены администрации городского округа Химки.

## Транспорт
По территории округа проходят важные транспортные магистрали России — Главный ход Октябрьской железной дороги и автомагистраль М10 E 105 Москва — Санкт-Петербург, а также «Малое московское кольцо» А107 и Большое кольцо Московской железной дороги (БК МЖД).
Железнодорожные станции и платформы
- Московский регион Октябрьской железной дороги:
  - Станция Подсолнечная
  - Станция Поварово I
  - Платформа Малино
  - Платформа Алабушево
  - Платформа Радищево
  - Платформа Поваровка
  - Платформа Берёзки
  - Платформа Сенеж
  - Платформа Головково

- Большое кольцо Московской железной дороги:
  - Платформа 128 км
  - Станция Поварово II
  - Платформа 142 км
  - Станция Поварово III
  - Платформа Депо
  - Платформа Жилино

## Достопримечательности

Главный дом усадьбы Н. Д. Морозова в Льялово

- Озеро Сенеж в Солнечногорске и его окрестностях;
- Истринское водохранилище, реки: Истра, Сестра, Клязьма (все три берут начало в Солнечногорском районе);
- Историко-литературный и природный музей-заповедник Александра Блока «Шахматово»;
- Усадьба Середниково — место, связанное с жизнью поэта Михаила Лермонтова;
- Чёрная Грязь — место бывшей почтовой станции на Петербургском тракте;
- Льялово — деревня, у которой была раскопана неолитическая стоянка, давшая название Льяловской культуре; сохранилась православная церковь конца 18 века; не сохранилась усадьба Морозовка